# Bankvergunning
Een bankvergunning is een voorwaarde voor een financiële instelling die bancaire diensten uitvoert. In de meeste jurisdicties zijn de fundamentele bankactiviteiten, waaronder opname van deposito's, exclusief voor houders van een bankvergunning. Een niet-bancaire financiële onderneming is een instelling die financiële diensten aanbiedt zonder te voldoen aan de wettelijke definitie van een bank. 
Banken mogen in Nederland alleen opereren onder vergunning van De Nederlandsche Bank (DNB)